# Smithborough
Smithborough är en ort i republiken Irland.   Den ligger i grevskapet County Monaghan och provinsen Ulster, i den norra delen av landet, 110 km nordväst om huvudstaden Dublin. Smithborough ligger 69 meter över havet och antalet invånare är 363.
Terrängen runt Smithborough är platt. Runt Smithborough är det glesbefolkat, med 15 invånare per kvadratkilometer. Närmaste större samhälle är Monaghan, 8,6 km öster om Smithborough. Trakten runt Smithborough består i huvudsak av gräsmarker.